# Messier 29
Messier 29, ook wel NGC 6913, is een open sterrenhoop in het sterrenbeeld Zwaan (Cygnus). M29 werd in 1764 ontdekt door Charles Messier die het object als nummer 29 opnam in zijn lijst van nevelachtige objecten.
M29 bevindt zich in een dicht sterrenveld in de Melkweg nabij de ster γ Cygni. Schattingen over de afstand tot de sterrenhoop lopen uiteen van 4000 tot 7200 lichtjaar. De helderste sterren in M29 zijn alle van spectraalklasse BO, met als helderste een ster van magnitude 8,59. De absolute helderheid wordt geschat op magnitude -8,0.
De werkelijke diameter van de sterrenhoop bedraagt naar schatting 11 lichtjaar en de hoop kent tussen de 20 en 50 sterren. De cluster werd ca. 10 miljoen jaar geleden gevormd.
Voor de amateurastronoom is M29 met een verrekijker goed waar te nemen. Om de met de sterrenhoop in verband gebrachte nevel te zien zijn krachtigere instrumenten nodig.